# جاده‌های بد
جاده‌های بد (روسی: Плохие дороги) یک فیلم درام اوکراینی به زبان روسی به کارگردانی ناتالیا ورژبایت است که در سال ۲۰۲۰ منتشر شد. اولین نمایش جهانی آن در ۳ سپتامبر ۲۰۲۰ در سی و پنجمین هفته بین‌المللی منتقدان ونیز برگزار شد، و در رقابت شرکت داده شد. در سپتامبر ۲۰۲۱، این فیلم به‌عنوان انتخاب فیلم اوکراینی برای بهترین فیلم بلند بین‌المللی در نود و چهارمین دوره جوایز اسکار انتخاب شد.

## داستان
چهار داستان کوتاه در امتداد جاده‌های دونباس در طول جنگ روایت می‌شود. هیچ جای امنی وجود ندارد و هیچ‌کس نمی‌تواند بفهمد که چه اتفاقی در حال وقوع است. حتی زمانی که در هرج و مرج گرفتار می‌شوند، برخی موفق می‌شوند بر دیگران تسلط یابند. اما در این دنیا که از فردایش خبری نیست، همه بی دفاع و بدبخت نیستند. حتی بی گناه‌ترین قربانیان نیز ممکن است شانسی برای بهبود وضعیت پیدا کنند.

## قالب
بازیگران برتر فیلم:
- زویا بارانوفسکا - زن جوان
- مارینا کلیمووا - روزنامه‌نگار
- آنا ژوراووسکا - دختر جوان
- ایهور کولتوفسکی - مدیر مدرسه
- آندری للیخ - فرمانده